# بروکس (آیووا)
بروکس (به انگلیسی: Brooks) یک منطقهٔ مسکونی در ایالات متحده آمریکا است که در آیووا واقع شده‌است. بروکس ۳۴۶٫۸۷ متر بالاتر از سطح دریا قرار دارد.